# Atanas Kirow

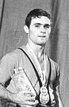
Atanas Kirow als Zweitplatzierter bei den Weltmeisterschaften 1969

Atanas Kirow (bulgarisch Атанас Киров; * 24. November 1946 in Burgas; † 27. Januar 2017) war ein bulgarischer Gewichtheber. Er war mehrfach Welt- und Europameister.
Bei den Weltmeisterschaften im Gewichtheben 1969 gewann er in der Gewichtsklasse bis 56 Kilogramm die Silbermedaille. 1971 wurde er Dritter im Stoßen. 1973 errang er mit neuem Weltrekord dann den Weltmeistertitel, den er 1974 und 1975 verteidigen konnte. In den Jahren 1969, 1973, 1974 und 1975 war er außerdem auch Europameister im Mehrkampf im Bantamgewicht. Er nahm an den Olympischen Sommerspielen 1968 in Mexiko-Stadt und den
Olympischen Sommerspielen 1972 in München teil und belegte den siebenten bzw. fünften Platz.